# Milton Glaser
Pour les articles homonymes, voir Glaser.
Milton Glaser, né le 26 juin 1929 à New York et mort dans la même ville le 26 juin 2020, est un graphiste et typographe américain. Il a contribué à l'identité visuelle de la culture populaire américaine des années 1960 et 1970. Deux de ses créations les plus connues sont le graphisme du logo « I ❤ NY » (I Love New York, un cœur rouge sur fond blanc) et de la couverture de la compilation de Bob Dylan représentant le profil du chanteur avec une chevelure psychédélique.

## Biographie
Milton Glaser nait dans le Bronx à New York. Ses parents, Eugene Glaser et Eleanor Glaser (née Bergman), sont des juifs d'origine hongroise. Il est d'abord formé à la Cooper Union Art School de 1948 à 1951 puis il obtient une bourse d'études qui lui permet d'étudier la gravure à l'eau forte à l'académie des Beaux-Arts de Bologne , sous la direction de Giorgio Morandi de 1952 à 1953.
C'est en 1955 que Milton Glaser fonde avec Seymour Chwast et Edward Sorel le studio de design Push Pin Studios (en) à New York,. Le genre particulier du studio a stimulé l'imagination du monde par son approche graphique audacieuse, notamment grâce à son emploi de polices de la Renaissance, de l'époque victorienne ou Art nouveau, qui contrastent avec un style international omniprésent. Durant ses années à Push Pin, Glaser a conçu l’affiche très populaire de l'album des grands succès de Bob Dylan pour l'année 1967. À cette époque, Glaser s’intéressait aux miniatures islamiques et aux images psychédéliques provenant de la côte Ouest. C'est à partir d'une photo prise au Mexique d'un panneau publicitaire frappant que Glaser a conçu le type de caractères Baby Teeth utilisé sur l'affiche où figure la silhouette en noir de Dylan. Glaser a étendu son influence, en 1968, lorsqu'il a fondé avec Clayton Felker le New York Magazine, un journal portant sur l'art et la culture.
Il meurt le 26 juin 2020 à New York, jour de son 91e anniversaire.
| Image externe |                         |
|               | L'affiche de Bob Dylan. |

## Logotypes et identités visuelles
Outre son travail d'affichiste, Milton Glaser développera de nombreux systèmes d'identités visuelles. En 1977, il crée le logo « I ❤ NY » (I Love New York) pour promouvoir la ville et l'État de New York. C'est l'un des logos les plus largement diffusés et imités dans le monde, et qui est devenu une partie intégrante du paysage américain. Milton déclara s'être inspiré de la célèbre sculpture LOVE de l'artiste Robert Indiana, dont l’œuvre figurait à l'époque sur des millions de timbres en circulation aux USA.
Il est également responsable de plusieurs autres importants projets, notamment : les programmes de graphisme et de décoration des restaurants du World Trade Center, à New York ; le remodelage de la chaîne de supermarchés Grand Union (incluant l'architecture, l'aménagement intérieur, l'emballage et la publicité) ; la conception d’un symbole international pour désigner le SIDA pour l'Organisation mondiale de la santé et le logo pour le premier prix du concours Tony Kushner's Pulitzer pour la pièce « Angels in America ».

## Typographe
Milton Glaser a créé de nombreuses polices de caractères comme Baby Teeth, Glaser Stencil, Filmsense, Baby Fat, Coochie Nando NF, F37 Glaser Stencil, Big Kitchen, Einstein, Hologram Shadow, Aint Baroque NF, Glaser Houdini et Sesame Place.

## Galerie

Logo I Love New York.
Ancien logo de DC Comics.
Logo de la Brooklyn Brewery.